# Runald Ossen
Runald Ossen (* 18. Mai 1963 in Birkenfeld) ist ein ehemaliger deutscher Fußballspieler.

## Karriere
Der 1,86 m große Mittelfeldspieler begann seine Karriere in der Jugend des SC Birkenfeld sowie bei Eintracht Trier. 1982 wechselte er zum SV Darmstadt 98 in die 2. Bundesliga. Er debütierte am 21. August 1982 im Profifußball, als er bei der 0:3-Auswärtsniederlage gegen Fortuna Köln nach 56 Minuten für Willi Bernecker eingewechselt wurde. Nach 76 Zweitligaspielen, in denen ihm neun Tore gelangen, kehrte er zum SC Birkenfeld in die Oberliga Südwest zurück. 1987 wurde er vom Zweitligisten Stuttgarter Kickers verpflichtet. Mit dem Verein stieg er in die  Bundesliga auf. 1990 verließ er die Kickers und wechselte wieder in die Oberliga Südwest, dieses Mal zu Eintracht Trier. 1992 ging er zum Zweitligaabsteiger TSV 1860 München in die Bayernliga. Mit dem Verein schaffte er die Rückkehr in den Profifußball und nach einer Spielzeit in der zweiten Liga beendete Ossen 1994 seine aktive Laufbahn. Ossen bestritt 28 Erstligapartien, in denen ihm ein Tor gelang. Daneben kam er auf 154 Einsätze in der 2. Bundesliga und erzielte dort elf Tore.

## Sonstiges
Ossen ist heute als Facharzt für Orthopädie und Unfallchirurgie an einer Klinik in Pforzheim tätig.